# Řád grunwaldského kříže
Řád grunwaldského kříže (polsky Order Krzyża Grunwaldu) bylo polské vojenské vyznamenání, založené v listopadu 1943 během druhé světové války odbojovou organizací Lidová garda (Gwardia Ludowa). Dne 20. února 1944 jeho existenci potvrdila Zemská národní rada, 22. prosince téhož roku Polský výbor národního osvobození a 17. února 1960 tak učinila vláda Polské lidové republiky. Udílel se za statečnost a zásluhy v boji s nacistickým Německem. Po skončení druhé světové války byl udílen za mimořádné zásluhy při velení nebo mimořádný příspěvek k rozvoji polské armády. Vyznamenání bylo zrušeno v roce 1992.